# مارک ترنر (بازیکن فوتبال، زاده ۱۹۷۲)
مارک ترنر (انگلیسی: Mark Turner؛ زادهٔ ۴ اکتبر ۱۹۷۲) بازیکن فوتبال اهل بریتانیا است.
از باشگاه‌هایی که در آن بازی کرده‌است می‌توان به باشگاه فوتبال نورث‌همپتون تاون، باشگاه فوتبال ولورهمپتون واندررز، باشگاه فوتبال تاموورث، باشگاه فوتبال آلفرتون تاون، و باشگاه فوتبال تاموورث اشاره کرد.